# Yemenia
Yemenia Airways ( en árabe: اليمنية‎ ) es la aerolínea nacional de Yemen. Con sede en Saná. Yemenia opera varios vuelos regulares de pasajeros tanto nacionales como internacionales a destinos tanto en África como en Oriente Medio desde sus centros en el Aeropuerto Internacional de Adén y, en menor medida, en el Seiyun.

## Historia
Yemenia se originó en la extinta Yemen Airlines, una empresa fundada en la segunda mitad de los años 1940, y propiedad del rey Ahmad bin Yahya, en aquel entonces el rey de Yemen. Cuando se fundó la República Árabe de Yemen (más conocida como Yemen del Norte) en 1962, Yemen Airlines obtuvo un nuevo certificado aéreo el 4 de agosto de ese año (que sigue siendo válido hasta la actualidad), convirtiéndose así en la aerolínea nacional de Yemen, con sede en el Ministerio de Comunicaciones en Saná, Yemen del Norte (ahora Yemen). En 1967, la aerolínea inició una cooperación con la cercana United Arab Airlines, que duró hasta 1972. Durante ese tiempo, fue conocida como Yemen Arab Airlines. 

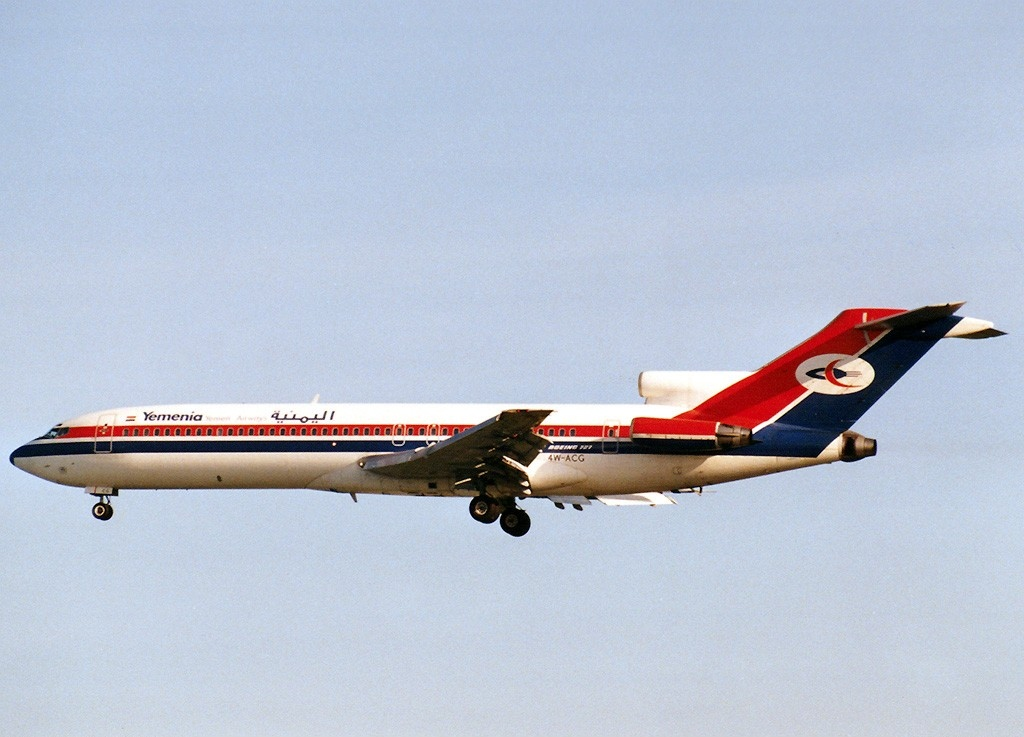
Un antiguo Boeing 727-200 de Yemenia Airways.

En septiembre de 1972, tras la nacionalización de la aerolínea, Yemen Airlines se reorganizó y pasó a llamarse Yemen Airways Corporation (YAC). En marzo de 1975, Yemen Airways Corporation tenía unos sesenta empleados; la flota de la aerolínea consistía de unos cuatro DC-6 y cuatro DC-3 que servían a destinos nacionales y una red internacional que incluía vuelos hacia ciudades como, Asmara, El Cairo, Yibuti, Dhahran, Yeda y Kuwait. Con un arrendamiento de la aerolínea World Airways, Yemen Airways Corporation operó un cuantos aviones Boeing 737-200 durante aproximadamente dos años y medio hasta que la aerolínea compró un avión de este tipo en el año 1976. A principios de 1977, los gobiernos de la Yemen del Norte y Arabia Saudí establecieron una nueva aerolínea, y Arabia Saudí poseía el 51% y Yemen del Norte  el 49 % de la aerolínea, respectivamente, y finalmente el 1 de julio de 1978 se adoptó el nombre Yemen Airways, En abril de 1978, se firmó con la aerolínea británica, British Midland Airways (BMA) un contrato de unos dos años para el suministro varios (específicamente dos) Boeing 707-320C que incluía el suministro de los tripulantes aéreos y apoyo para la ingeniería de la aerolínea. En julio de 1979, la aerolínea firmó un acuerdo de unos tres años con la estadounidense Pan Am para la mejora del mantenimiento técnico y formación de la aerolínea. También compraron dos Havilland Canada Dash 7. La cancelación unilateral del contrato firmado con la aerolínea británica British Midland Airways (BMA) por petición de Yemen Airways llevó a la compañía británica a presentar una demanda contra la aerolínea yemení, que tuvo como resultado la cancelación de uno de sus Boeing 727-200 . 
Cuando Yemen del Sur se unificó con la cercana República Árabe de Yemen (Yemen del Norte) para formar la República de Yemen en 1989,  se hicieron planes para formar una única aerolínea nacional fusionando Alyemda de Yemen del Sur con Yemen Airways de Yemen del Norte convirtiéndose en Yemenia.[cita requerida] Para lograr esto, las acciones que poseía Arabia Saudí fueron recuperadas por el gobierno yemení en 1992. Finalmente la fusión fue concretada en 1996. Yemenia se convirtió en operador de unos Airbus A310 en 1995 con dos A310-200 arrendados; y después Yemenia introdujo el Airbus A310-300 en marzo de 1997. 

### Yemenia en la década de los 2000

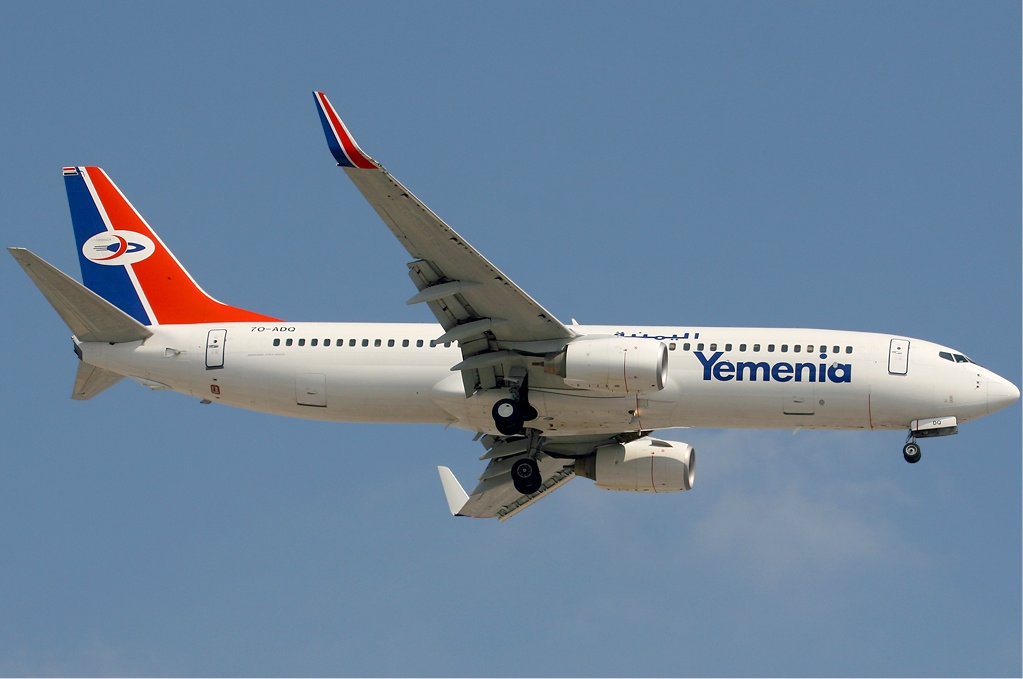
Un Boeing 737-800 de Yemen. Esta aeronave se introdujo en Yemenia en el año 2002

Desde el 2008, la Unión Europea ha tomado una serie de medidas de seguridad contra Yemenia debido a presuntos estándares deficientes de mantenimiento en Yemen. En julio de 2009, Francia suspendió los certificados de aeronavegabilidad de dos aviones Airbus A310 de Yemenia que estaban matriculados en el país debido a lo sucedido en el vuelo 626 de Yemenia.  Los servicios europeos a la ciudad alemana de Frankfurt se relanzaro en diciembre del 2009.  Desde aquel entonces, se llevan a cabo inspecciones sistemáticas de las aviones de la aerolínea que estaban  estacionados en los aeropuertos de la UE para evaluar y verificar las normas de seguridad de la aerolínea.  El 20 de enero de 2010, el entonces primer ministro británico, Gordon Brown, anunció que, debido a la preocupación por los atentados Huties en Yemen, se suspenderían todos los vuelos entre el Reino Unido y Yemen, mientras la situación tanto del país como de la seguridad de la aerolínea no mejorara en un corto plazo. 

### 2015 hasta la actualidad
En marzo de 2015, Yemenia se vio obligada a suspender todos los vuelos que la aerolínea operaba hasta nuevo aviso debido tanto a un conflicto militar que tenía al Aeropuerto Internacional de Saná como objetivo de ataques aéreos como a las restricciones sobre el espacio aéreo yemení. En agosto de 2015, Yemenia restableció los vuelos al aeropuerto internacional de Adén, siendo el primer vuelo al aeropuerto de Adén, procedente de Arabia Saudí. La aerolínea fue bloqueada otra vez el 21 de febrero de 2016, finalmente el bloqueo fue levantado el 14 de noviembre de 2017, cuando el primer vuelo comercial en más de un año aterrizó en el Aeropuerto Internacional de Adén.   En el 2018, la aerolínea fue forzada a cancelar todos los vuelos otra vez: por suerte el bloqueo duró menos de una semana, y la aerolínea reanudó las operaciones el 1 de febrero de 2018. Según el periódico The National, en noviembre de 2018 Yemenia Airways anunció que intentaría reanudar los vuelos desde el aeropuerto internacional de Adén a los aeropuertos de Dubái, Abu Dabi, Mascate y Salalah en el Golfo Pérsico y los aeropuertos Áfricanos de Asmara, Moroni y Yibuti en África, así como el arrendamiento y compra de más aviones .  Sin embargo, aún no se han añadido más destinos (tanto de ida como de vuelta) a los ya disponibles en Yemenia Airways ( El Cairo, Amán, Jeddah, Jartum y Mumbai ). 
El 16 de mayo de 2022, Yemenia reanudó sus operaciones comerciales limitadas desde el Aeropuerto Internacional de Saná, el antiguo centro de la aerolínea. El primer vuelo de Yemenia que despego del Aeropuerto Internacional de Saná,  transportó unos 151 pasajeros y aterrizo en Amán, Jordania. 
El 17 de junio de 2023, se realizó primer vuelo directo entre Yemen y Arabia Saudí en casi siete años, el avión llevó más de 270 yemeníes desde Saná , (controlada por los rebeldes), a la ciudad saudí de Jeddah, lo que representa la normalización alivio de las relaciones entre los dos países. El vuelo de Yemenia llevó a musulmanes yemeníes que se iban para la peregrinación islámica anual de Hajj en la ciudad saudita de La Meca . 

## Destinos de la aerolínea
Desde junio del 2023, Yemenia opera varios vuelos programados a unos cinco destinos nacionales y unos seis internacionales, la gran mayoría desde los aeropuertos de  Aeropuerto Internacional de Saná, el Aeropuerto Internacional de Adén y el Aeropuerto de Seiyun .  
| País                   | Ciudad             | Aeropuerto                                                      | Nota                            | Referencia |
| ---------------------- | ------------------ | --------------------------------------------------------------- | ------------------------------- | ---------- |
| Alemania               | Fráncfort del Meno | Aeropuerto de Fráncfort del Meno                                | actualmente suspendido          |            |
| Arabia Saudí           | Yeda               | Aeropuerto Internacional Rey Abdulaziz                          |                                 |            |
| Arabia Saudí           | Riad               | Aeropuerto Internacional Rey Khalid                             |                                 |            |
| Baréin                 | Manama             | Aeropuerto Internacional de Baréin                              | actualmente suspendido          |            |
| Bangladés              | Daca               | Aeropuerto Internacional de Daca-Hazrat Shahjalal               | actualmente suspendido          |            |
| Catar                  | Doha               | Aeropuerto Internacional Hamad                                  | actualmente suspendido          |            |
| China                  | Cantón             | Aeropuerto Internacional de Cantón-Baiyun                       | actualmente suspendido          |            |
| Comoras                | Moroni             | Aeropuerto Internacional Príncipe Said Ibrahim                  |                                 |            |
| Egipto                 | El Cairo           | Aeropuerto Internacional de El Cairo                            |                                 |            |
| Emiratos Árabes Unidos | Abu Dabi           | Aeropuerto Internacional de Abu Dabi                            | actualmente suspendido          |            |
| Emiratos Árabes Unidos | Dubái              | Aeropuerto Internacional de Dubái                               | actualmente suspendido          |            |
| Emiratos Árabes Unidos | Sharjah            | Aeropuerto Internacional de Sharjah                             | ruta cancelada                  |            |
| Eritrea                | Asmara             | Aeropuerto Internacional de Asmara                              | actualmente suspendido          |            |
| España                 | Madrid             | Aeropuerto Adolfo Suárez Madrid-Barajas                         | actualmente suspendido          |            |
| Etiopía                | Adís Abeba         | Aeropuerto Internacional Bole                                   |                                 |            |
| Francia                | París              | Aeropuerto de París-Charles de Gaulle                           | actualmente suspendido          |            |
| India                  | Delhi              | Aeropuerto Internacional Indira Gandhi                          | ruta cancelada                  |            |
| India                  | Bombay             | Aeropuerto Internacional Chhatrapati Shivaji                    |                                 |            |
| Indonesia              | Yakarta            | Aeropuerto Internacional Soekarno-Hatta                         | actualmente suspendido          |            |
| Irak                   | Bagdad             | Aeropuerto Internacional de Bagdad                              | actualmente suspendido          |            |
| Italia                 | Roma               | Aeropuerto de Roma-Fiumicino                                    | ruta cancelada                  |            |
| Jordania               | Amán               | Aeropuerto Internacional Reina Alia                             |                                 |            |
| Kenia                  | Nairobi            | Aeropuerto Internacional Jomo Kenyatta                          | ruta cancelada                  |            |
| Kuwait                 | Ciudad de Kuwait   | Aeropuerto Internacional de Kuwait                              | actualmente suspendido          |            |
| Líbano                 | Beirut             | Aeropuerto Internacional Rafic Hariri                           | actualmente suspendido          |            |
| Malasia                | Kuala Lumpur       | Aeropuerto Internacional de Kuala Lumpur                        | actualmente suspendido          |            |
| Omán                   | Mascate            | Aeropuerto Internacional de Mascate                             |                                 |            |
| Países Bajos           | Ámsterdam          | Aeropuerto de Ámsterdam-Schiphol                                | ruta cancelada                  |            |
| Pakistán               | Karachi            | Aeropuerto Internacional Jinnah                                 | actualmente suspendido          |            |
| Reino Unido            | Londres            | Aeropuerto de Londres-Heathrow                                  | actualmente suspendido          |            |
| Rusia                  | Moscú              | Aeropuerto Internacional de Moscú-Sheremétievo                  | actualmente suspendido          |            |
| Serbia                 | Belgrado           | Aeropuerto de Belgrado-Nikola Tesla                             | ruta cancelada                  |            |
| Sudáfrica              | Johannesburgo      | Aeropuerto Internacional de Johannesburgo-Oliver Reginald Tambo | ruta cancelada                  |            |
| Sudán                  | Jartum             | Aeropuerto Internacional de Jartum                              | ruta cancelada                  |            |
| Turquía                | Estambul           | Aeropuerto Internacional Atatürk                                | ruta cancelada                  |            |
| Yemen                  | Adén               | Aeropuerto Internacional de Adén                                | sede principal de la aerolínea  |            |
| Yemen                  | Al Ghaydah         | Aeropuerto de Al Ghaydah                                        |                                 |            |
| Yemen                  | Al Hudayda         | Aeropuerto Internacional de Hodeida                             | actualmente suspendido          |            |
| Yemen                  | Al Mukalla         | Aeropuerto Internacional de Riyan                               |                                 |            |
| Yemen                  | Saná               | Aeropuerto Internacional de Saná                                |                                 |            |
| Yemen                  | Seiyun             | Aeropuerto de Seiyun                                            | sede secundaria de la aerolínea |            |
| Yemen                  | Socotra            | Aeropuerto de Socotra                                           |                                 |            |
| Yemen                  | Taiz               | Aeropuerto Internacional de Taiz                                | actualmente suspendido          |            |
| Yibuti                 | Ambouli            | Aeropuerto Internacional de Yibuti-Ambouli                      |                                 |            |

## Flota

### Flota actual

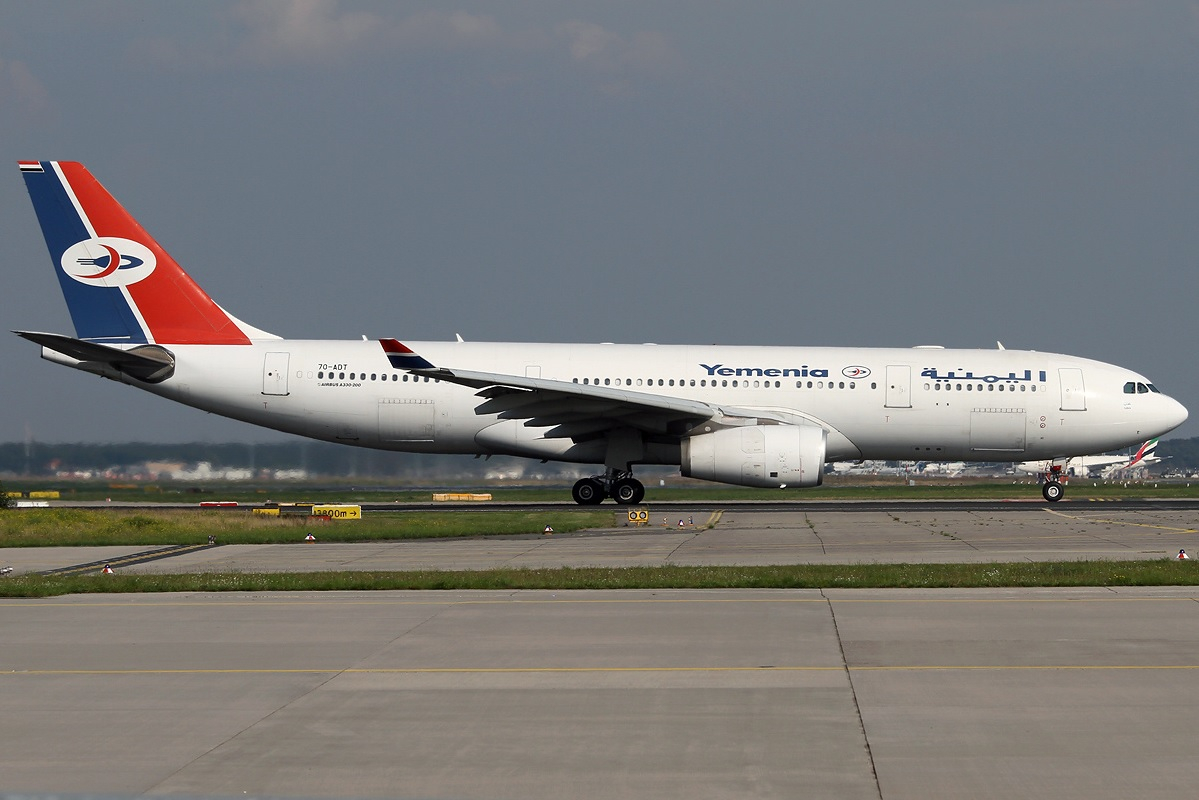
Un Airbus A330-200 de Yemenia Airways en el aeropuerto de Frankfurt en 2014. El primer avión de este tipo entró en la flota en 2004.

Desde septiembre del 2022, Yemenia tiene varios aviones, todos Airbus, la flota de la aerolínea consiste en los siguientes aviones: 
| Aeronave        | En servicio | Pedidos | Pasajeros     | Pasajeros     | Pasajeros     | Notas |
| Aeronave        | En servicio | Pedidos | j             | Y             | Total         | Notas |
| --------------- | ----------- | ------- | ------------- | ------------- | ------------- | ----- |
| Airbus A320-200 | 6           | —       | 12            | 138           | 150           |       |
| Airbus A330-200 | 1           | —       | 18            | 259           | 277           |       |
| Airbus A350-900 | —           | 10      | por confirmar | por confirmar | por confirmar |       |
| Total           | 7           | 10      |               |               |               |       |

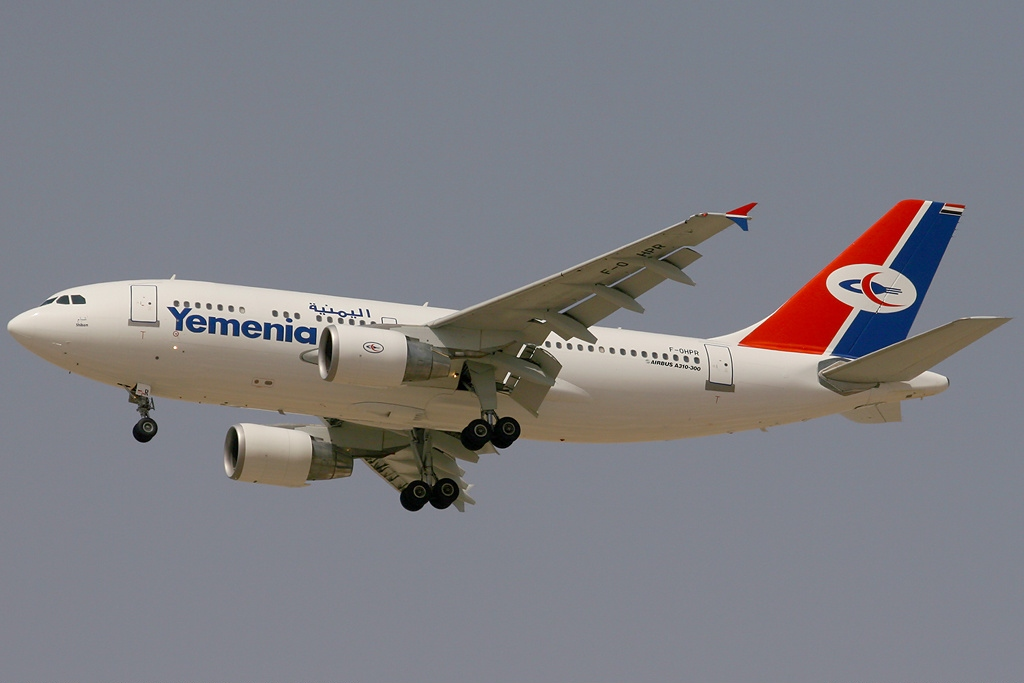
Un antiguo Airbus A310-300 de Yemenia. El primer avión de este tipo se incorporó a la aerolínea en marzo de 1997.

A lo largo de los años, Yemenia ha operado las siguientes aeronaves. A continuación algunas de ellas:  
| Aeronave                   | Introducido | retirado    |
| -------------------------- | ----------- | ----------- |
| Airbus A310-200            | 1995        | desconocido |
| Airbus A310-300            | 1997        | 2020        |
| Airbus A320                | 2011        | —           |
| Boeing 727                 | 1979        | 2006        |
| Boeing 737-200             | 1982        | 2005        |
| Boeing 737-800             | 2002        | 2011        |
| Boeing 747SP               | desconocido | 2010        |
| de Havilland Canadá DHC-6  | desconocido | 1995        |
| De Havilland Canadá Dash 7 | 1981        | 1990        |
| Douglas DC-3               | desconocido | desconocido |
| Ilyushin Il-76             | 1998        | desconocido |

## Incidentes y accidentes
Yemenia ha experimentado los siguientes incidentes y accidentes, incluyendo tres secuestros:
- El 3 de noviembre de 1958, un Douglas C-47 Skytrain de Yemen Airlines (nombre de la compañía en ese momento), con matrícula YE-AAB, se estrelló cerca de Poggiodomo, Italia, causando la muerte de las ocho personas a bordo. El avión realizaba un vuelo desde el Aeropuerto de Roma-Ciampino hacia Yemen, con una escala prevista en Belgrado, y transportaba al viceministro de Asuntos Exteriores de Yemen.[20]

- El 19 de marzo de 1969, un C-47 de Yemen Airlines (matrícula 4W-AAS) se estrelló cerca de Ta'izz durante un vuelo de prueba tras mantenimiento, falleciendo sus cuatro ocupantes. Se descubrió que el elevador de la aeronave no funcionaba correctamente. El componente había sido reparado previamente por daños sufridos días antes en una colisión en tierra.[21]

- El 16 de septiembre de 1971, otro C-47 de Yemen Airlines (matrícula 4W-ABI) se estrelló cerca de Rajince, Serbia, tras encontrarse con severas condiciones de engelamiento, muriendo las cinco personas a bordo. El avión realizaba un vuelo con múltiples escalas desde Yemen a Europa y acababa de despegar del Aeropuerto de Belgrado.[22]

- El 1 de noviembre de 1972, un Douglas DC-3 de Yemen Airlines (matrícula 4W-ABJ) fue destruido al realizar un aterrizaje forzoso en un aeródromo cercano a Beihan.[23]

- El 25 de agosto de 1973, un Douglas DC-6 de Yemen Airlines fue secuestrado durante un vuelo de pasajeros de Ta'izz a Asmara. El secuestrador obligó a los pilotos a desviar el avión, con quince pasajeros y seis tripulantes, hacia el Aeropuerto Internacional de Kuwait, haciendo una escala para repostar en el Aeropuerto Internacional de Yibuti-Ambouli. En Kuwait, el secuestrador se rindió a las autoridades locales.[24]

- El 13 de diciembre de 1973, un DC-3 de Yemen Airlines (matrícula 4W-ABR) se estrelló cerca de Ta'izz.[25]

- El 23 de febrero de 1975, un DC-3 de Yemen Airlines fue secuestrado durante un vuelo de Al Hudaydah a Saná y obligado a aterrizar en un aeropuerto de Arabia Saudita. Allí, el avión fue asaltado y el secuestrador sometido.[26]

- El 14 de noviembre de 1978, un C-47 de Yemen Airlines (matrícula 4W-ABY) resultó dañado irreparablemente tras un aterrizaje brusco en un aeródromo cercano a Ma'rib.[27]

- El 26 de junio de 2000, un Boeing 737-200C de Yemenia (matrícula 7O-ACQ) resultó dañado irreparablemente al salirse de pista tras aterrizar en el Aeropuerto Internacional de Jartum luego de un vuelo de carga desde Yemen.[28][29]

- El 21 de enero de 2001, el Vuelo 448 de Yemenia, un Boeing 727-200 con 91 pasajeros y 10 tripulantes a bordo, fue secuestrado 15 minutos después de despegar de Saná rumbo a Ta'izz por un ciudadano iraquí. El avión fue obligado a aterrizar en el Aeropuerto Internacional de Yibuti-Ambouli, donde el secuestrador fue reducido por la tripulación.[28][30]

- El 1 de agosto de 2001, un Boeing 727-200 (matrícula 7O-ACW) resultó dañado más allá de su reparación económica tras salirse de pista al aterrizar en el Aeropuerto Internacional de Asmara luego de un vuelo desde Saná con 107 pasajeros y cuatro tripulantes, ninguno de los cuales resultó gravemente herido.[28][31]

- El 23 de junio de 2007, un DHC-6 Twin Otter fue alcanzado por disparos en la pista de An Naeem, causando la muerte de un pasajero.[32]

- El peor accidente de la compañía ocurrió el 30 de junio de 2009, cuando el Vuelo 626 de Yemenia de Saná a Moroni, Comoras se estrelló en el mar poco antes de aterrizar. De los 142 pasajeros y once tripulantes a bordo del Airbus A310-300 con matrícula 7O-ADJ, solo una niña sobrevivió al accidente.[33]

- En marzo de 2015, un Boeing 747SP (matrícula 7O-YMN), operado por Yemenia para el gobierno de Yemen, fue dañado por disparos durante un ataque de milicias en el aeropuerto de Adén. Posteriormente, el avión fue completamente destruido por un incendio.[34]

- En diciembre de 2020, se produjo un ataque con misiles contra el aeropuerto de Adén mientras varios ministros del gabinete de Yemen llegaban en una aeronave de Yemenia. Al menos 20 personas murieron y varias resultaron heridas.[35]

- El 6 de mayo de 2025, se informó que tres aeronaves de Yemenia fueron destruidas en un ataque aéreo israelí al Aeropuerto Internacional de Saná.[36][37]

## enlaces externos
- Sitio web oficial

- Datos: Q662091
- Multimedia: Yemenia / Q662091